# Duke Grabowski: Mighty Swashbuckler!
Duke Grabowski: Mighty Swashbuckler! est un jeu vidéo d'aventure en pointer-et-cliquer développé par Venture Moon Industries et édité par Alliance Digital Media, sorti en 2016 sur Windows, Mac, Linux et Ouya.

## Accueil
- Canard PC : 7/10[1]